# Лили Кеј
Лили Кеј (Бруклин; 18. март 1996) је америчка глумица. Позната је по улогама Пенелопе Фаулер у Нетфликсовој серији Chambers (2019) и Софије „Фије“ Бакстер у драмској серији Your Honor на Showtime-у (2020–2023). Такође се појавила у петој сезони неовестерн драмске серије Јелоустоун (2022) на Paramount Network-у.

## Лични живот
Лили Кеј је такође музичарка и чланица ЛГБТК+ заједнице. На телевизијској серији Јелоустоун, радила је заједно са својим оцем Стивеном Кејем, који је редитељ и извршни продуцент серије. Њена маћеха Пајпер Перабо је такође глумила у серији.

## Каријера
Кеј је глумила Фију Бакстер уз Брајана Кранстона и Мајкла Стулбарга у драмској серији Your Honor на каналу Showtime, а постала је редовна глумица у другој сезони. Такође се појавила у филму Патерно и Нетфликсовој серији Chambers.
Има понављајућу улогу Кларе Бруер у серији Јелоустоун у петој сезони. Учествовала је у првом нехетеросексуалном пољупцу у серији, љубећи свог партнера из стварног живота, Џули Кочембу.
Кеј је играла Рејчел Хоровиц у филму Растин уз Колмана Доминга, Криса Рока и Џефрија Рајта. Може се видети у инди филму Најсрећнији човек у Америци поред Пола Волтера Хаузера. У јуну 2025. године добила је улогу у комедијској серији Штап Џејсона Келера, заснованој на голфу, на Apple TV+, са Овеном Вилсоном у главној улози.

## Филмографија
| Година    | Наслов                          | Улога              | Белешке                  |
| --------- | ------------------------------- | ------------------ | ------------------------ |
| 2018.     | Патерно                         | Дори               | Телевизијски филм        |
| 2019.     | Госпођа секретарка              | Руби               | Епизода: The New Normal  |
| 2019.     | Чејмберс                        | Пенелопа Фаулер    | Главна улога, 10 епизода |
| 2020–2023 | Ваша части                      | Фија Бакстер       | Главна улога             |
| 2022.     | Август у двадесет другој години | Емили Вокер        |                          |
| 2022–2024 | Јелоустоун                      | Клара Бруер        | Понављајућа улога        |
| 2023.     | Растин                          | Рашел              |                          |
| 2024.     | Најсрећнији човек у Америци     | Накнадно објављено |                          |
| 2024.     | Наследница                      | Кристина Онасис    | Кратки филм              |
| 2025.     | На горе                         | Тина               |                          |
| 2025.     | Штап                            | Нула               | Apple TV+ серија         |